# Mandat (Diplomatik)

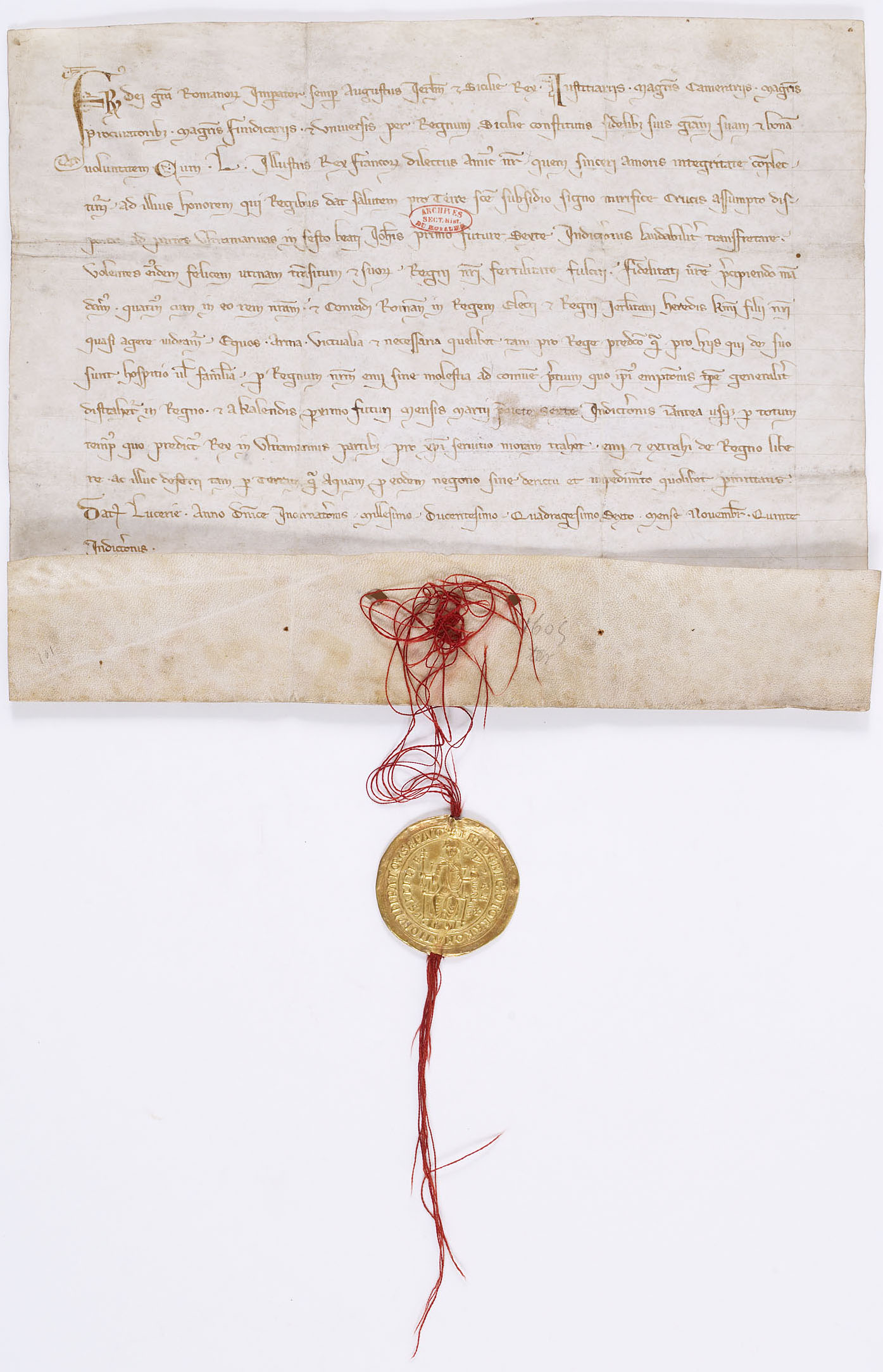
Mandat Friedrichs II. vom November 1246 zur Unterstützung des Kreuzzugsprojekts Ludwigs des Heiligen (RI V,1,1 n. 3584). Die Goldbulle ist eine Ausnahme zur Ehrung des Begünstigten.

In einem Mandat (von lateinisch mandare „übergeben, anvertrauen“) als Form mittelalterlicher und frühneuzeitlicher Urkunden erteilt der Aussteller Aufträge oder Befehle. Nach der Erledigung des Auftrags war das Mandat automatisch erloschen; das betreffende Schriftstück wurde üblicherweise vernichtet. In der frühen Neuzeit werden die offenen Mandate zu zentralen Instrumenten der Regelung des öffentlichen Lebens (Münzwesen, Polizeiwesen, sittliches Verhalten). Sie werden häufig mit Hilfe des Buchdrucks verbreitet.
Das Mandat ist im Gegensatz zum Privileg einfach gestaltet, z. B. ohne Zierschriften, nur mit dem Siegel beglaubigt, ohne graphische Untergliederung des Textes usw. Es kann als offene Urkunde (litterae patentes) oder verschlossen (litterae clausae) ausgestellt werden.
Der Empfänger des Mandates ist nicht immer mit dem in der Urkunde genannten Adressaten identisch: Befehle an Beamte, die Handlungen zu Gunsten von Dritten anordnen, werden gerne dem Begünstigten übergeben, der damit seinen Anspruch gegenüber dem zuständigen Beamten geltend machen kann.
In der Papstkanzlei entsteht eine systematische Unterscheidung zwischen Mandaten begünstigenden und Mandaten anordnenden Inhalts: Bei den litterae cum (filo) serico ist das Siegel an Seidenfäden befestigt. Der Text ist etwas aufwendiger gestaltet (verzierte Initiale). Sie enthalten für den Adressaten begünstigende Anweisungen. Bei den litterae cum filo canapis ist das Siegel an Hanffäden befestigt. Die Textschrift verzichtet auf besonderen Schmuck. Sie enthalten Befehle an den Adressaten. Zu ein und demselben Sachverhalt kann so eine littera cum serico und eine littera cum filo canapis ausgestellt werden.
In der Diplomatik spielt die Unterscheidung zwischen Diplom bzw. Privileg und Mandat eine zentrale Rolle für die Bewertung der Herrschaftsstile im Mittelalter. Während bis ins Hochmittelalter die Privilegien in der Urkundenüberlieferung deutlich dominieren, sind seit dem 12. Jahrhundert in Frankreich, England, Sizilien und aus der Papstkanzlei auch reichlich einfache Urkundenformen mit kurzfristigen Befehlen belegt. Die Kaiser des Heiligen Römischen Reichs stellen erst seit dem 13. Jahrhundert regelmäßig Mandate aus.
Die Mandate sind zu unterscheiden von nicht rechtsrelevanten schriftlichen Mitteilungen in der Verwaltung, den Briefen (Sendbrief, Akte, Schreiben).